# هانس دومینیک (نویسنده)
هانس (یوآخیم) دومینیک (آلمانی: Hans (Joachim) Dominik؛ ۱۵ نوامبر ۱۸۷۲ – ۹ دسامبر ۱۹۴۵) یک مولف و مهندس اهل آلمان بود.

## کتابشناسی
- پسرک روزنامه فروش، ترجمه محمد قاضی
- یک شهاب طلایی